# Campanula antalyensis
Campanula antalyensis là loài thực vật có hoa trong họ Hoa chuông. Loài này được Ayasligil & Kit Tan mô tả khoa học đầu tiên năm 1984.